# 노먼 다이크
노먼 다이크(Norman Dike, 1918년 5월 19일 ~ 1985년 6월 23일)는 제2차 세계 대전 중에 미 육군에서 군무하였던 장교이다.
다이크는 브라운 대학교를 졸업한 뉴욕주 판사의 아들이었다. 다이크는 美육군 제101공수사단본부에서 사단 휘하 506연대 E중대(이지 중대)로 전출되었으며 머지 않아 이지 중대의 지휘관으로서 벌지 전투에 참여하게 된다.
다이크 중위는 네덜란드에서 4주를 보낸 후 "참호맨 노먼(Foxhole Norman)"이라는 별명을 얻었는데, 이 사실로 보아 많은 중대원들이 그를 신뢰하지 않았던것으로 보인다. 로널드 스피어스 중위는 포이 습격 중 다이크 중위로부터 이지 중대를 넘겨 받고, 다이크는 남은 자신의 근무기간을 맥스웰 테일러 소장(사단장)의 부관으로 보냈다. 이지 중대의 가장 유명한 지휘관인 리처드 윈터스는 다이크에 대해 자신의 자서전 밴드 오브 브라더스의 뒷이야기 : 리처드 윈터스 소령의 회상에서 노골적으로 표현하였으며 노먼 다이크 중위는 HBO의 미니시리즈 밴드 오브 브라더스에서 배우 피터 오 메라가 연기하였다.

## 같이 보기
- 미국 506 낙하산 보병 연대 E 중대
- 밴드 오브 브라더스

## 참고 문헌
- Band of Brothers: E Company, 506th Regiment, 101st Airborne from Normandy to Hitler's Eagle's Nest, 스티븐 앰브로즈, Simon & Schuster, 1992. ISBN 0-7434-6411-7
- Beyond Band of Brothers : The war memoirs of Major Dick Winters , 리처드 윈터스 소령 (콜 C. 킹시드 공저), Berkley Hardcover, 2006. ISBN 0-425-20813-3